# چرخه سنگ

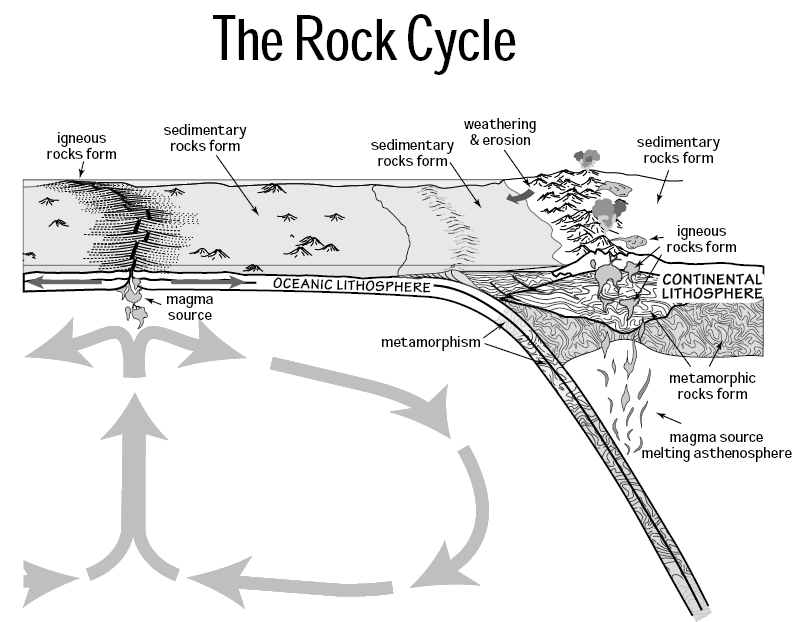
چرخهٔ سنگ و زمین‌ساخت صفحه‌ای

چرخهٔ سنگ (انگلیسی: Rock cycle)، مفهومی اساسی در زمین‌شناسی است که توصیف انتقال از طریق مقیاس زمانی زمین‌شناسی در میان سه نوع سنگ اصلی: رسوبی، دگرگونی و آذرین است. سنگ‌ها، از هر نوع سنگ که باشند، هنگامی که از شرایط تعادل خارج شود، تغییر می‌یابد. به عنوان مثال، یک سنگ آذرین مانند بازالت هنگام قرار گرفتن در معرض اتمسفر ممکن است تجزیه و حل شود یا در اثر فرورانش در زیر یک قاره ذوب شود. با توجه به نیروهای محرک چرخهٔ سنگ، صفحهٔ تکتونیک و چرخهٔ آب، سنگ‌ها در مواجهه با محیط‌های جدید در تعادل باقی نمی‌مانند و تغییر می‌کنند. با توجه به چرخهٔ سنگ توضیح این که سه نوع سنگ چگونه به یکدیگر مرتبط هستند و چگونه فرایندها با گذشت زمان از یک نوع به نوع دیگر تغییر می‌کنند. این جنبه چرخه‌ای باعث می‌شود که سنگ یک چرخهٔ زمین‌شناسی و در سیارات حاوی حیات یک چرخه بیوژئوشیمی ایجاد کند.